# Біла Криниця (станція)
Бі́ла Крини́ця — проміжна залізнична станція Херсонської дирекції Одеської залізниці на неелектрифікованій лінії Дубки — Снігурівка між зупинними пунктами Новодмитрівський (11 км) та Лепетиха (12 км). Розташована в однойменному селищі Бериславського району Херсонської області. Станція обслуговує пристанційний елеватор.

## Історія
Станція відкрита 1925 року під час будівництва залізничної лінії Апостолове — Снігурівка, під такою ж назвою.

## Пасажирське сполучення
На станції зупиняються приміські поїзди:
- Миколаїв-Вантажний — Апостолове (через Миколаїв, Копані, Херсон, Херсон-Східний, Снігурівку);
- Миколаїв-Вантажний — Апостолове

До повномасштабного російського вторгнення в Україну поїзди далекого прямування забезпечували пряме сполучення із Києвом, Херсоном, Миколаєвом, Дніпром, Запоріжжям, Кривим Рогом, Львовом, Маріуполем, Одесою, Раховом, Харковом, а також курсував приміський поїзд сполученням Херсон — Апостолове (наразі маршрут досі не відновлено).